# Manuel Poggiali
Manuel Poggiali (* 14. února 1983) je sanmarinský motocyklový závodník. Dvakrát se stal mistrem světa, v roce 2001 ve třídě do 125 kubických centimetrů a v roce 2003 ve třídě 250 cc. V seriálu Grand Prix jezdil v letech 1999-2008 (jeho posledním závodem byla velká cena v Brně). Za tu dobu odjel 131 závodů, vyhrál 12 velkých cen a 35krát stál na stupních vítězů. Nasbíral 1111 bodů. Pět sezón jezdil 125 cc (1999-2002, 2005), čtyři sezóny 250 cc (2003-2004, 2006, 2008). Jezdil za stáje Aprilia (1999-2000, 2003-2004), Gilera (2001-2002, 2005, 2008) a KTM (2006).